# Mesostichon

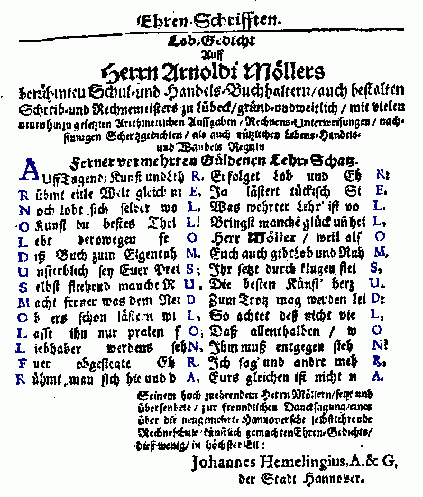
Akro-, Meso- und Telestichon in einem barocken Ehrengedicht

Ein Mesostichon (von altgriechisch μέσος mésos, deutsch ‚in der Mitte‘ und στίχος stíchos, deutsch ‚Zeile‘) ist ein Vers oder ein Gedicht, bei dem eine senkrechte Buchstabenreihe wieder ein Wort oder einen Satz ergibt.
Beispiel:
Anhalten!

Behupen?

Umsteigen,

davonfahren.
Ein weiteres Beispiel für ein Mesostichon stammt aus der Barockzeit: Johannes Hemelingius baute in einem Lobgedicht auf Arnoldus Möller den Namen des Adressaten sowohl als Akro- als auch als Meso- als auch als Telestichon ein.
Mesosticha können auch eine Methode der Steganographie, also der Verschlüsselung von Texten, sein. John Cage entwickelte eine Methode, auch aus epischen Texten Mesosticha zu gewinnen. So entstand etwa Writing Through Finnegans Wake (1978).